# 吉隆坡流浪者足球俱乐部
吉隆坡流浪者足球俱乐部（英語：Kuala Lumpur Rovers F.C.），是马来西亚吉隆坡的一家足球俱乐部，成立于2020年，现时参与马来西亚M3足球联赛。

## 荣誉

### 国内
马来西亚M3足球联赛：
- 亚军：2022年、2023年